# 류쥔청
류쥔청(중국어 정체자: 劉峻誠, 병음: Líu Jùnchéng, 1981년 ~ )은 대만의 전기 공학이자 컴퓨터 과학자이다.